# الدوري القبرصي الدرجة الثانية 1961–1962
الدوري القبرصي الدرجة الثانية 1961–1962 هو الموسم 8 من الدوري القبرصي الدرجة الثانية. أشرف على تنظيمه اتحاد قبرص لكرة القدم، وكان عدد الأندية المشاركة فيه 10، وفاز فيه Panellinios Limassol ‏.